# خردل سیاه
 خردل سیاه(نام علمی: Brassica nigra) نام یک گونه از سرده کلم‌ها است.